# Ertan Demiri
Ertan Demiri (Macedonisch: Ертан Демири) (Skopje, 24 januari 1979) is een Macedonische voetballer. Hij staat onder contract bij Metaloerg Skopje. Demiri speelde van 2008 tot 2010 bij Sporting Lokeren maar kwam er hij slechts zeer sporadisch aan spelen toe. Buiten een paar invalbeurten kwam hij niet veel in actie voor Lokeren.

## Statistieken
| seizoen   | club                       | Land            | klasse             | wedstr | goals |
| --------- | -------------------------- | --------------- | ------------------ | ------ | ----- |
| 2000-2001 | FK Sloga Jugomagnat Skopje | Noord-Macedonië | Prva Liga          | 1      | 0     |
| 2001-2002 | FK Sloga Jugomagnat Skopje | Noord-Macedonië | Prva Liga          | 14     | 1     |
| 2002-2003 | FK Sloga Jugomagnat Skopje | Noord-Macedonië | Prva Liga          | 23     | 2     |
| 2003-2004 | FK Sloga Jugomagnat Skopje | Noord-Macedonië | Prva Liga          | 0      | 0     |
| 2004-2005 | FK Sloga Jugomagnat Skopje | Noord-Macedonië | Prva Liga          | 15     | 0     |
| 2004-2005 | Vardar Skopje              | Noord-Macedonië | Prva Liga          | 6      | 0     |
| 2005-2006 | Vardar Skopje              | Noord-Macedonië | Prva Liga          | 17     | 1     |
| 2006-2007 | Vardar Skopje              | Noord-Macedonië | Prva Liga          | 19     | 1     |
| 2007-2008 | Rabotnicki Skopje          | Noord-Macedonië | Prva Liga          | 26     | 0     |
| 2008-2009 | Sporting Lokeren           | België          | Jupiler Pro League | 9      | 0     |
| 2009-2010 | Sporting Lokeren           | België          | Jupiler Pro League | 0      | 0     |
| 2010-2011 | Metaloerg Skopje           | Noord-Macedonië | Prva Liga          | ?      | ?     |
|           |                            |                 | Totaal             | 130    | 5     |